# موریس الوی
موریس الوی (انگلیسی: Maurice Elvey؛ ‏ ۱۱ نوامبر ۱۸۸۷ – ۲۸ اوت ۱۹۶۷) کارگردان و تهیه‌کننده فیلم اهل بریتانیا بود. وی بین سال‌های ۱۹۱۳ تا ۱۹۵۸ میلادی فعالیت می‌کرد.
وی کارگردان فیلم‌هایی همچون شما آدم‌های خوش‌شانس!، اتاق دونفره، استر، برق‌گیر، بازی بزرگ و خانه بوده است.